# Mantella baroni
Mantella baroni Boulenger, 1888 è una anuro della famiglia Mantellidae, endemica del Madagascar.

## Distribuzione e habitat
La specie è abbastanza comune nel Madagascar centro-orientale, da Fierenana a sud sino a Andringitra a nord, ad altitudini comprese tra 600 e 1.200 m s.l.m.
È una specie tipica della foresta pluviale, ma si adatta anche ad habitat più degradati, purché in prossimità dell'acqua.